# Manuel Miquel Rodríguez
Manuel Miquel Rodríguez (Linares, 1812-Curicó, 1879) fue un político y hacendado chileno. 
Hijo de Fernando Miquel Hurtado y Rafaela Rodríguez Guzmán. Estudió en la escuela parroquial de Linares. Estuvo viviendo en su juventud en Santiago y Valparaíso, pero pronto retornó a su ciudad natal a dedicarse a los negocios de su padre y a contraer matrimonio con Mariana Lyon Vergara, hija de una acaudalada familia de Talca, con quien heredó grandes extensiones de tierra en la zona de Curicó.
Militante del Partido Conservador, fue gobernador de Talca (1846-1849) y diputado por Osorno en tres períodos consecutivos (1855-1864), siendo integrante de la Comisión permanente de Hacienda e Industrias.
Nuevamente Gobernador, esta vez de Linares (1867), luego se retiró a vivir en su hacienda donde falleció en 1879.